# ودنسکی (استان بلگورود)
ودنسکی (انگلیسی: Vvedensky, Belgorod Oblast) یک شهرک در بخش راکیتیانسکی استان بلگورود کشور روسیه است.